# 老关镇
老关镇，是中华人民共和国江西省萍乡市湘东区下辖的一个乡镇级行政单位。

## 历史概况
老關又名插嶺關、卡嶺關。
春秋战国时期，楚国设关卡于此，明嘉靖年间，知县杨自治在結茅嶺建营房，恢复关卡，故称为老关。清朝时期，老关隶属于萍乡县怀信里，1993年7月1日正式撤乡建镇。

## 地理与自然资源
老关镇位处湘东区西北部，东连湘东镇，南邻下埠镇，西接湖南省醴陵市东富镇，北与荷尧镇隔河相望。面积为54.5平方公里，拥有耕地17655亩，山林40035亩，森林覆盖率49.7%。东距萍乡市区32公里，西距湖南省株洲市50公里。地势上，老关镇东南北三面地势高，西部较低平，以丘陵为主，丘垄相间，平均海拔约为90公尺。最低点为西北部红星村肖家湾绿水，河床底海拔59公尺，最高点为南部海拔289.8公尺的黄岗岭五峰顶，该山岭跨越了老关、下埠两镇。老关镇境内河道属湘江水系，有大小河流2条，总长9公里，流域面积为51平方公里，径流总量6.12亿立方公尺。主要河流萍水河在北缘从东向西流经镇内的枫树湾、骆驼湾、陂头洲，并最终向西流入湖南省，境长6公里，流域面积10平方公里。

## 行政区划
老关镇下辖以下地区：
老关村、关里村、登官村、红星村、前进村、仁村、三角池村、渡口村、二鲤村、檀梓村和油塘村。

## 文化与教育

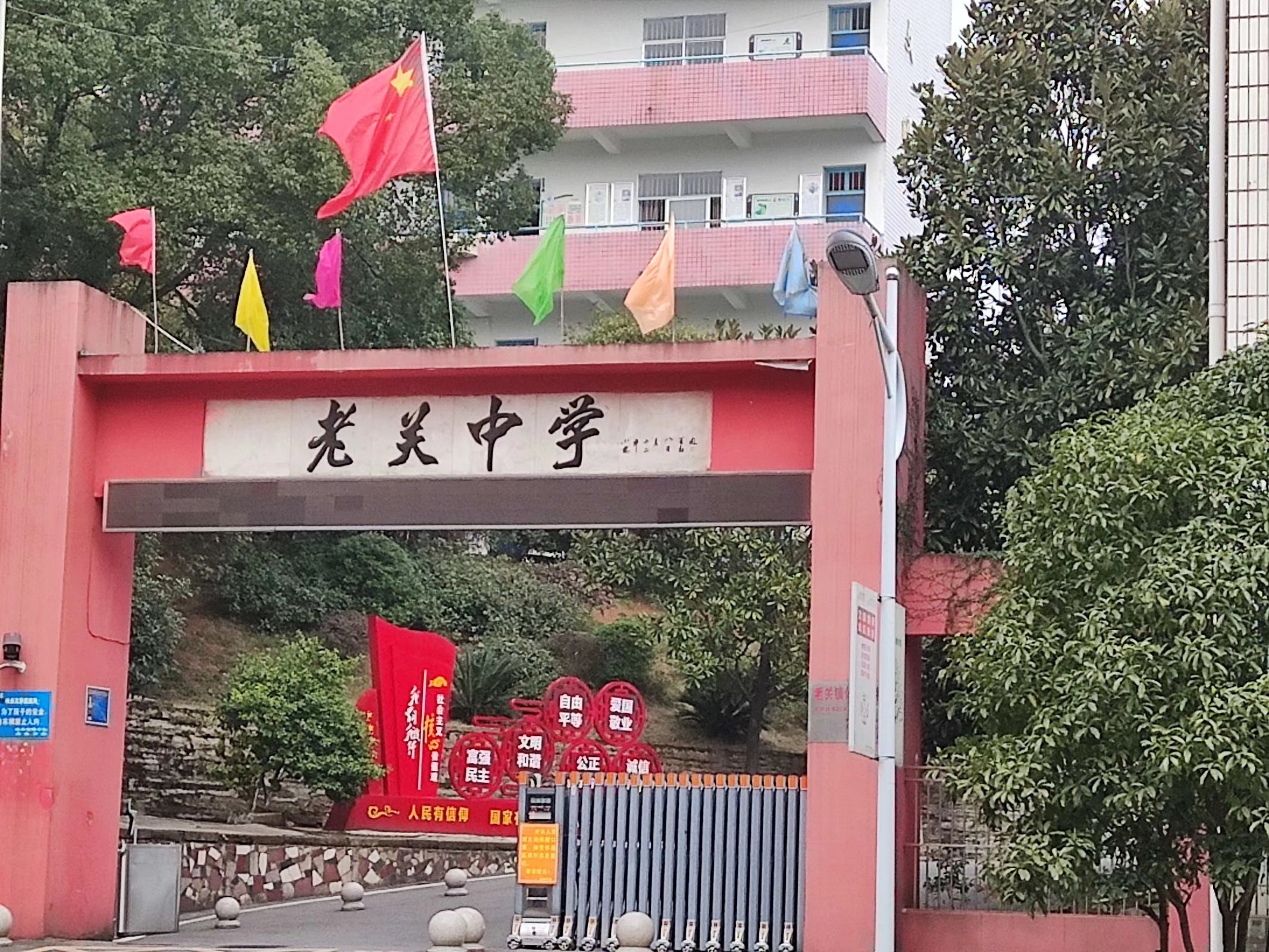
老关镇的老关中学

2011年末，老关镇有幼儿园15所，小学11所，初级中学2所。